# Francesco Cancellotti
Francesco Cancellotti (Perugia, 27 febbraio 1963) è un ex tennista italiano.
Specialista della terra rossa, superficie su cui conquistò due titoli ATP su sette finali disputate, il 15 aprile 1985 raggiunse la posizione n° 21 della classifica ATP.
N° 1 d'Italia per 92 settimane, nelle prove del Grande Slam raggiunse gli ottavi di finale al Roland Garros nel 1984 e 1985.

## Biografia
Cresciuto tecnicamente sulla terra rossa del Tennis Club Perugia sotto la guida del maestro Dante Marcarelli e lo sguardo attento del padre Delfo, scomparso prematuramente dopo averne seguito i primi passi nel tennis, viene notato e poi convocato da Mario Belardinelli presso il centro federale di Formia nel 1977.

## Carriera
Nel 1977 raggiunse la finale dei campionati under 14, dove fu sconfitto da Omar Urbinati.

### 1983
Nel 1983 vinse il suo primo titolo Challenger, a Galatina, sconfiggendo in finale lo spagnolo Miguel Mir in due set. Nello stesso anno raggiunse la sua prima finale nel circuito maggiore, al torneo di Firenze, eliminando nell'ordine John Alexander, numero 29 del mondo, Bernard Fritz, Ricardo Cano ed Eddie Dibbs, prima di arrendersi in due set a Jimmy Arias. Pochi mesi più tardi conquistò i Campionati italiani assoluti a Napoli sconfiggendo in finale Paolo Canè (6-1, 7-5, 6-4).

### 1984
Dopo la semifinale raggiunta al Challenger di Tunisi, dove venne sconfitto da Henrik Sundström, si presentò al torneo di Firenze accreditato della testa di serie n° 7. All'esordio sconfisse Victor Pecci in due set, 7-6, 6-4. Negli ottavi di finale dispose agevolmente di Jakob Hlasek, 6-1 6-2, e nei quarti ebbe la meglio sul qualificato spagnolo David De Miguel, 7-6, 6-1. In semifinale sconfisse Gianni Ocleppo, 6-0, 7-5 e nell'atto conclusivo, il 13 maggio, trionfò in due set contro Jimmy Brown, diventando il sesto giocatore italiano a conquistare un titolo ATP, il terzo a realizzare l'impresa senza perdere un set. Agli Internazionali d'Italia raggiunse i quarti di finale dopo avere superato al secondo turno Mats Wilander, n° 4 della classifica mondiale e primo top 10 da lui sconfitto in carriera, al quale concesse soltanto tre giochi (6-3, 6-0). Nel corso di questi due tornei, mise a segno la serie più lunga di set (16) vinti consecutivamente sulla terra rossa da un tennista italiano nell'era Open, superata soltanto 40 anni più tardi da Matteo Berrettini,  che si concluse con la sconfitta contro il finalista del torneo Aaron Krickstein, che gli concesse soltanto quattro giochi.
Il 21 maggio, grazie alla posizione numero 47 nel ranking ATP, Cancellotti diventò il nuovo numero uno italiano.
Al Roland Garros ottenne il suo migliore risultato in una prova del Grande Slam raggiungendo gli ottavi di finale, primo italiano nell’era Open a spingersi così avanti alla sua prima presenza nel tabellone principale di un Major, impresa eguagliata 37 anni dopo da Lorenzo Musetti. Dopo avere superato il giocatore di casa François Errard in tre set e i qualificati Slobodan Živojinović in quattro e Karel Nováček in tre fu sconfitto da Henrik Sundström in tre partite.
Il 16 settembre, a Palermo, conquistò i Campionati Internazionali di Sicilia sconfiggendo in finale Miloslav Mečíř, al quale concesse soltanto tre game (6-0, 6-3), dopo un percorso che lo aveva visto eliminare, nell'ordine, Derek Tarr, Raúl Viver e Jordi Arrese in due set, e in semifinale Tomáš Šmíd, l'unico in grado di strappargli un set.
La settimana successiva giunse in finale al torneo di Bordeaux, dove fu sconfitto da José Higueras per 7–6, 6–1, dopo nove incontri vinti consecutivamente e i successi su Thierry Tulasne, Joakim Nyström e Victor Pecci. A fine stagione si confermò Campione italiano assoluto, a Perugia, superando in finale Michele Fioroni in quattro set (6-3, 2-6, 6-4, 6-0).

### 1985-1989
Al Roland Garros del 1985 bissò il risultato dell'anno precedente, unico giocatore italiano dell’era Open ad avere raggiunto almeno gli ottavi di finale nei primi due tornei del Grande Slam disputati. Ai successi ottenuti contro Hans Schwaier, in cinque set, il qualificato Roberto Saad, in tre e Cássio Motta, in quattro, fece seguito la sconfitta in quattro partite contro Jimmy Connors, n° 3 del mondo. Nell'edizione 1985 del torneo di Barcellona sconfisse in tre set l'ex n° 2 del mondo Guillermo Vilas, per poi arrendersi negli ottavi a Henri Leconte. Il 15 aprile 1985 raggiunse il best ranking ATP alla posizione numero 21.
Il 12 aprile 1987, al torneo di Bari, raggiunse la sua quinta finale in carriera, nella quale fu sconfitto in rimonta da Claudio Pistolesi con il punteggio di 6-7, 7-5, 6-3.
Il 6 luglio dello stesso anno, al primo turno del torneo di Boston, concesse soltanto quattro giochi ad Andre Agassi (6-2, 6-2), per poi arrendersi con lo stesso punteggio negli ottavi di finale a Martín Jaite.
Il 16 agosto 1987, a Saint-Vincent, raggiunse la sua sesta finale nel circuito maggiore. A impedirgli di sollevare il terzo trofeo in carriera fu Pedro Rebolledo, che ebbe la meglio in tre set per 7-6, 4-6, 6-3.
Il 17 luglio 1988, al torneo di Båstad, approdò senza perdere un set in finale, la sua settima e ultima in carriera, dove dovette inchinarsi in tre partite a Marcelo Filippini.
Il 3 maggio 1989, nel primo turno del torneo di Forest Hills, sconfisse in due set Mats Wilander, n° 2 del mondo, il giocatore dalla migliore classifica da lui battuto in carriera. Negli ottavi di finale fu eliminato da Marcelo Filippini in tre partite.
Cancellotti vanta undici presenze e cinque vittorie in Coppa Davis.
Ha ricoperto la carica di vicepresidente e direttore generale della società calcistica ASD Pontevalleceppi.

## Statistiche

### Singolare

#### Vittorie (2)
| Legenda         |
| Grande Slam (0) |
| Grand Prix (2)  |

| N. | Data              | Torneo                                        | Superficie  | Avversario in finale | Punteggio |
| 1. | 13 maggio 1984    | ATP Firenze, Firenze                          | Terra rossa | Jimmy Brown          | 6-3, 6-3  |
| 2. | 16 settembre 1984 | Campionati Internazionali di Sicilia, Palermo | Terra rossa | Miloslav Mečíř       | 6–0, 6–3  |

#### Finali perse (5)
| N. | Data              | Torneo                           | Superficie  | Avversario in finale | Punteggio     |
| 1. | 15 maggio 1983    | ATP Firenze, Firenze             | Terra rossa | Jimmy Arias          | 1-6, 4-6      |
| 2. | 23 settembre 1984 | Bordeaux Open, Bordeaux          | Terra rossa | José Higueras        | 6-7, 1-6      |
| 3. | 12 aprile 1987    | Grand Prix Bari, Bari            | Terra rossa | Claudio Pistolesi    | 7-6, 5-7, 3-6 |
| 4. | 16 agosto 1987    | ATP Saint-Vincent, Saint-Vincent | Terra rossa | Pedro Rebolledo      | 6-7, 6-4, 3-6 |
| 5. | 10 luglio 1988    | Swedish Open, Båstad             | Terra rossa | Marcelo Filippini    | 6-2, 4-6, 4-6 |

### Doppio

#### Finali perse (1)
| N. | Data              | Torneo                | Superficie  | Compagno       | Avversari in finale           | Punteggio |
| 1. | 15 settembre 1988 | Grand Prix Bari, Bari | Terra rossa | Simone Colombo | Thomas Muster Claudio Panatta | 3-6, 1-6  |